# Estação Commerce
Commerce é uma estação da linha 8 do Metrô de Paris, localizada no 15.º arrondissement de Paris.

## História
A estação foi aberta em 27 de julho de 1937 durante a extensão da linha 8 para Balard no âmbito de sua reorganização.
Ela deve o seu nome à rua e à praça nas proximidades que levam a seus acessos. A rue du Commerce é uma rua comercial do quartier de Grenelle no 15.º arrondissement de Paris.
As plataformas foram renovadas pela primeira vez depois de 1969 adotando o estilo "Mouton-Duvernet" com telhas planas com dois tons de laranja, contrastando radicalmente com o branco dominante de origem do metrô. Elas foram modernizadas uma segunda vez durante a década de 2000 no âmbito do programa "Revitalização do metro" da RATP e perdendo em seguida esta decoração colorida em favor de um retorno às telhas em cerâmica brancas biseladas.
Em 2011, 2 700 300 passageiros entraram nesta estação. Em 2012, foram 2 785 357 passageiros. Ela viu entrar 2 814 912 passageiros em 2013, o que coloca na 194ª posição das estações de metrô por sua frequência em 302.

## Serviços aos Passageiros

### Acessos
A estação tem duas acesso implantado de uma parte a outra do square de la place du Commerce, no cruzamento com a rue du Commerce.

### Plataformas
Commerce é uma estação de configuração particular: ela comporta duas plataformas que não fazem face, separadas em duas semi-estações quase idênticas, a rue du Commerce sendo muito estreita para acomodar o sistema padrão na rede. A plataforma em direção a Balard se situa ao sul, enquanto que a em direção a Pointe du Lac se situa ao norte. Em cada sentido de circulação, os trens marcando a parada na segunda semi-estação reencontrada. A estação Liège, na linha 13 é a única outra na cidade construída sobre este modelo pelas mesmas razões. Cada semi-estação possui uma abóbada elíptica e é assim constituída de uma única plataforma lateral servida por uma única via de metrô, a outra via se encontrando entre a primeira e o pé-direito.
A decoração é do estilo usado pela maioria das estações de metrô: as faixas de iluminação são brancas e arredondadas no estilo "Gaudin" da renovação do metrô da década de 2000, e as telhas em cerâmica brancas biseladas recobrem os pés-direitos, os tímpanos, a abóbada e as saídas dos corredores. Os quadros publicitários são em cerâmica branca e o nome da estação é inscrito em fonte Parisine em placas esmaltadas. Os assentos são do estilo "Akiko" de cor verde.

### Intermodalidade
A estação é servida pelas linhas de 70 e 88 da rede de ônibus RATP.

Galeria de fotografias
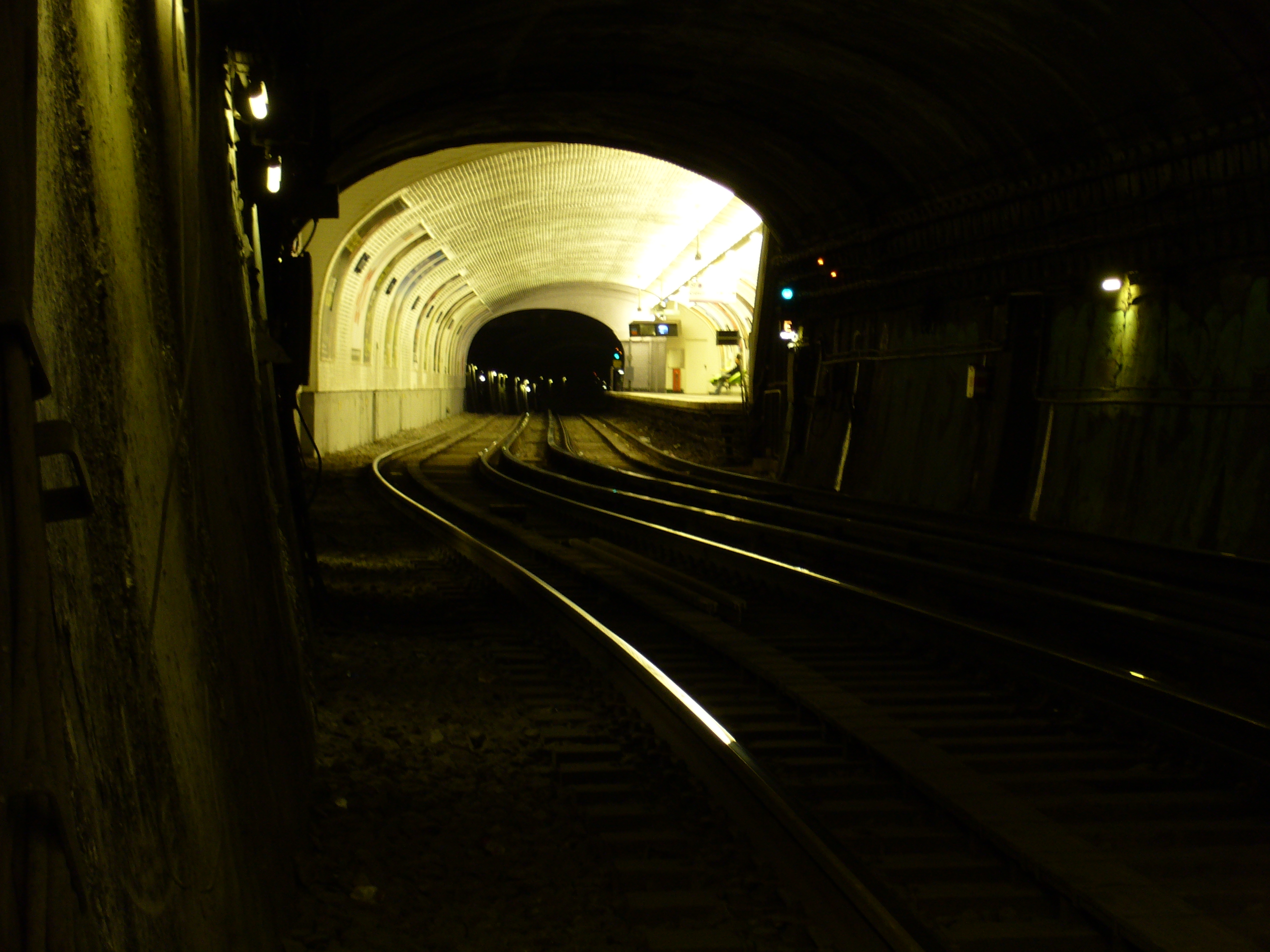
As plataformas diferentes de estação.
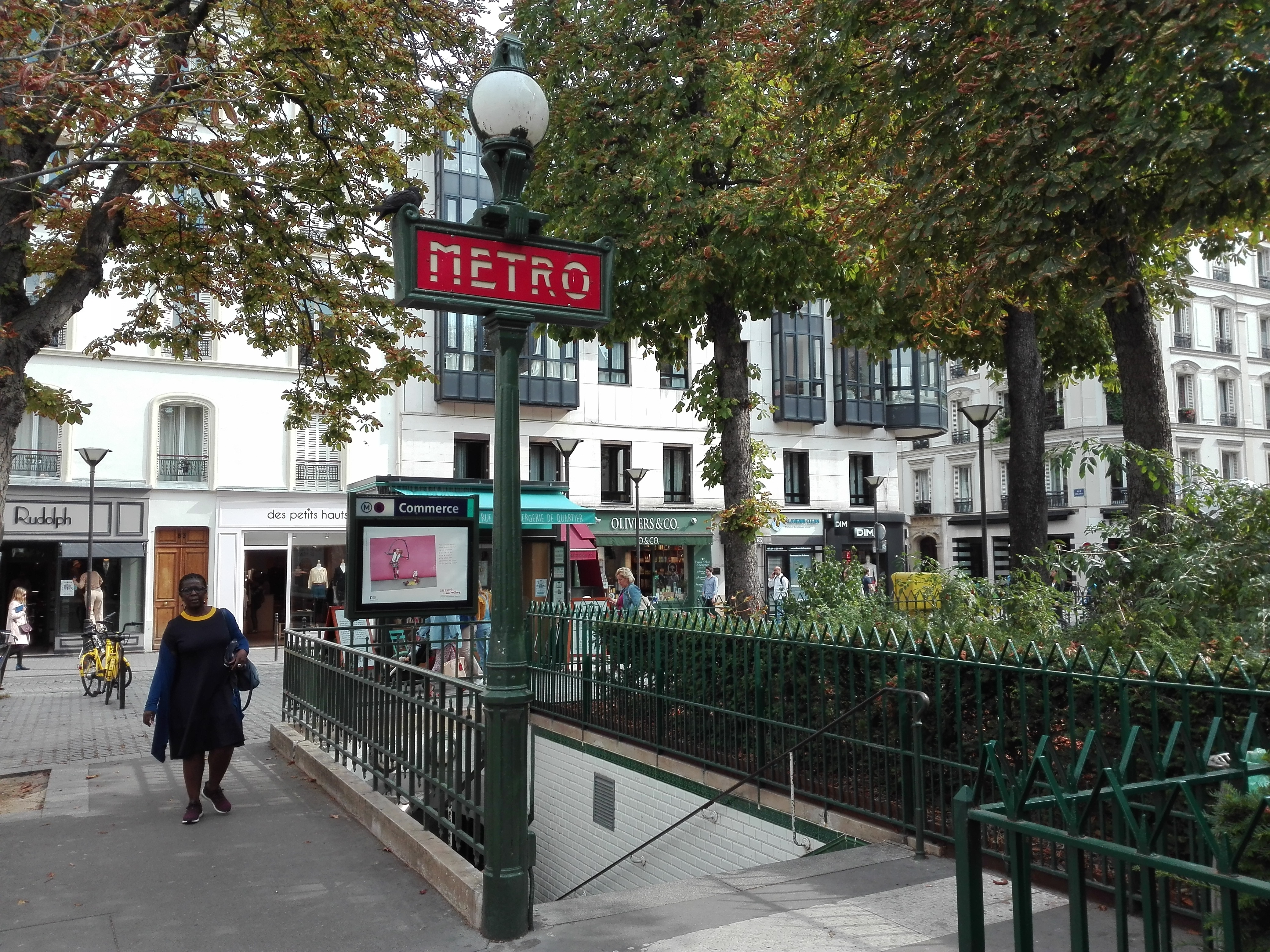
Uma das entradas da estação.
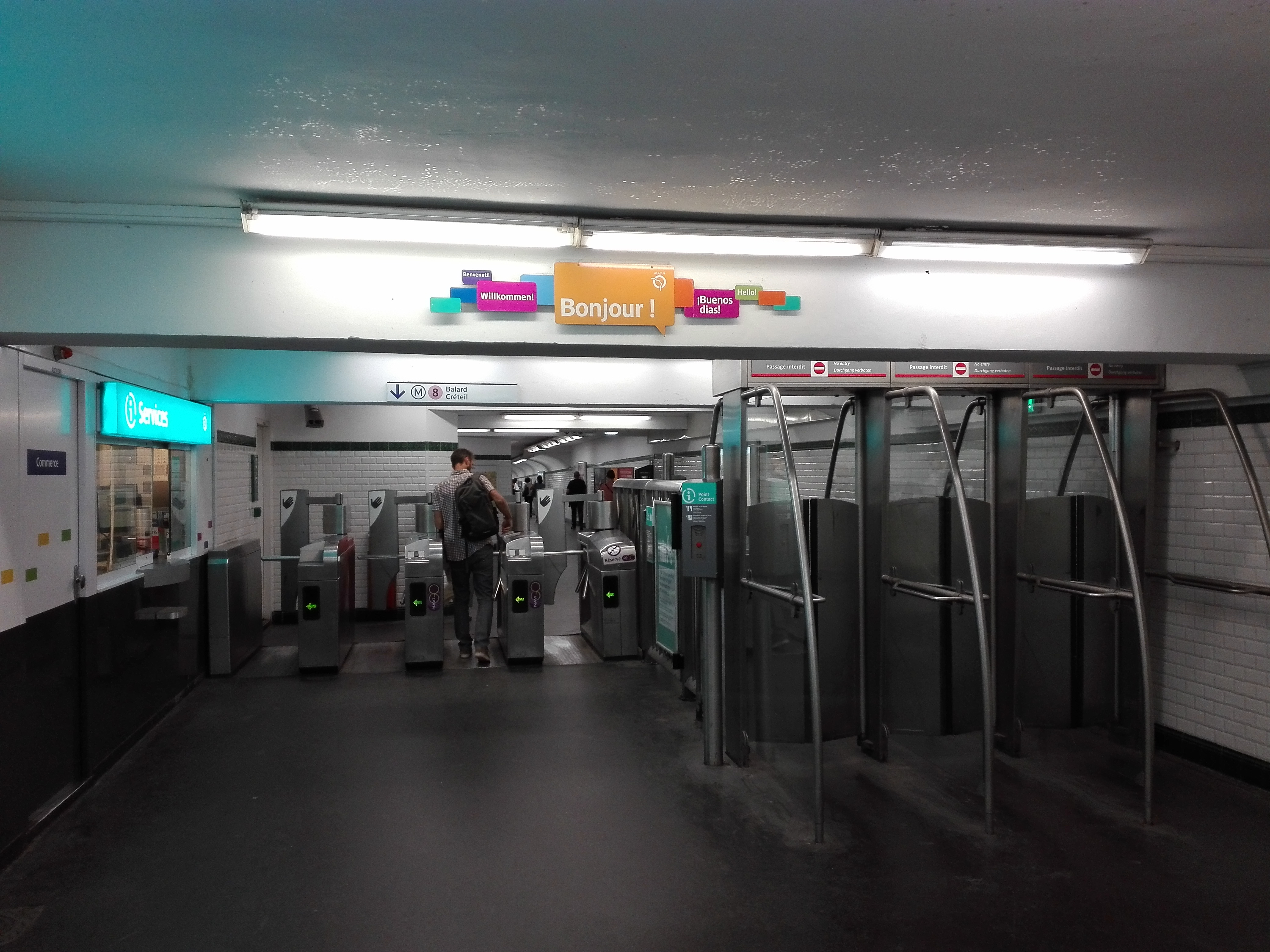
Sala de bilhetes.

## Pontos turísticos
Diretamente acima da estação se encontram o square Yvette-Chauviré (antiga square de la Place-du-Commerce) bem como a rua do mesmo nome, rua comercial tendo, graças aos seus edifícios relativamente baixos, mantido um ar de vila. Não muito longe estão a Igreja Saint-Jean-Baptiste de Grenelle, construída no início do século XIX, bem como o Lycée Camille-Sée construído em estilo Art déco e classificado monumento histórico.